# Onykia robusta
Onykia robusta is een inktvissensoort uit de familie van de Onychoteuthidae. De wetenschappelijke naam van de soort is voor het eerst geldig gepubliceerd in 1876 door Verrill.